# Elbit Hermes 900

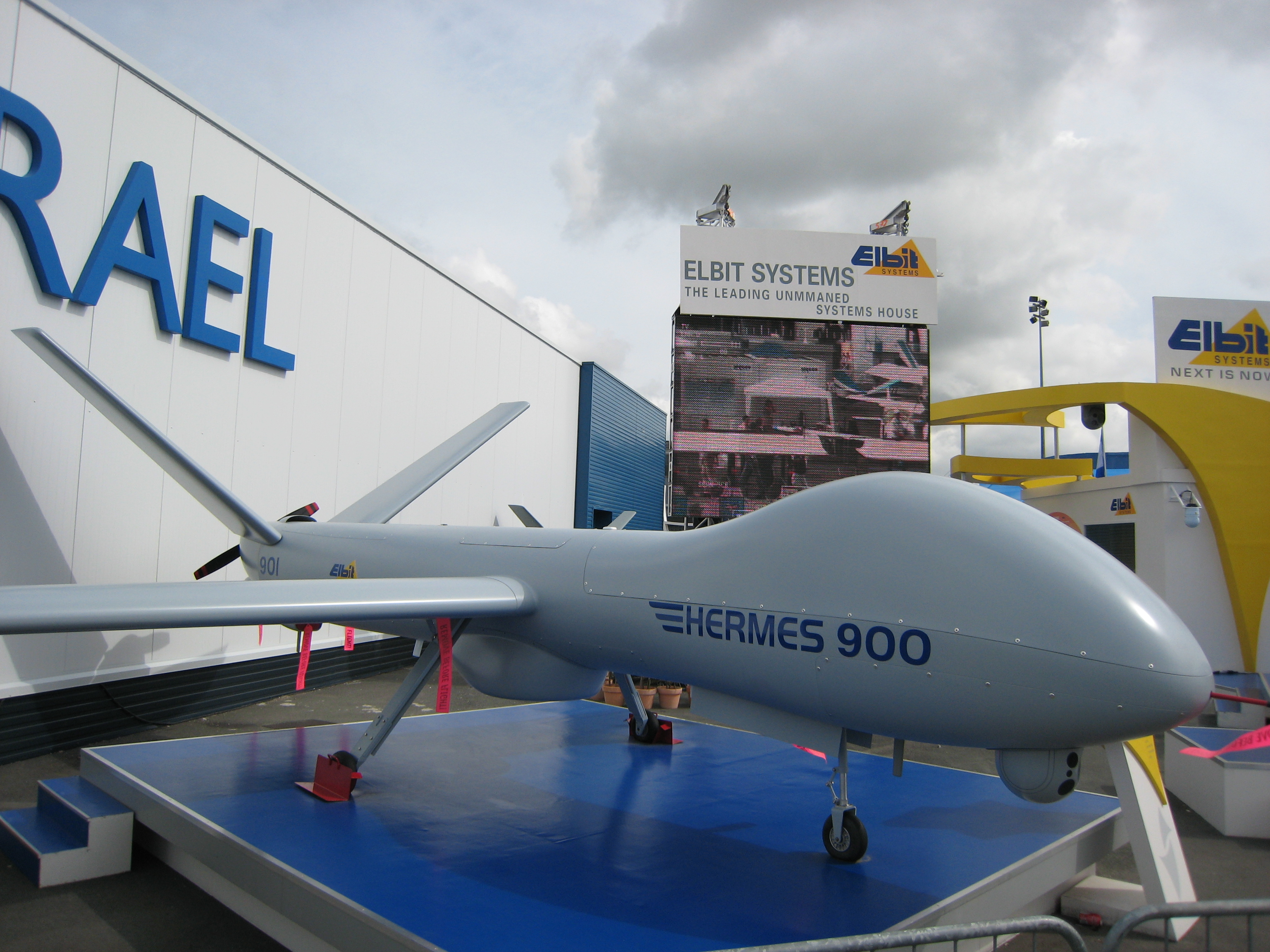
Um drone Elbit Hermes 900s

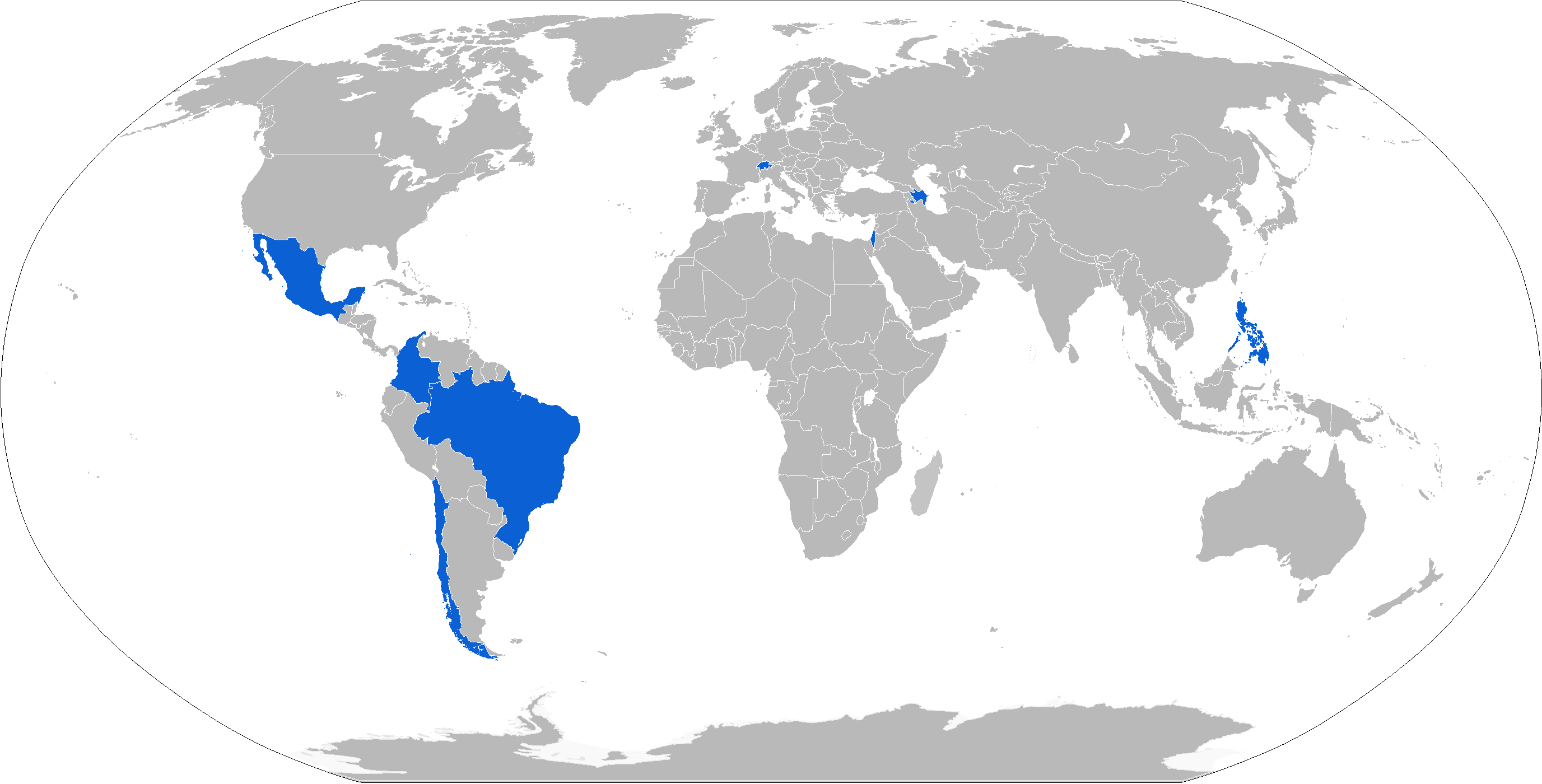
Mapa com os operadores do Hermes 900 em azul

O Hermes 900 Kochav (Star) é um Veículo aéreo não tripulado (VANT) israelense designado para missões táticas. É uma sequencia da série Elbit Hermes 450, um dos drones militares mais utilizados no mundo.
Tem uma autonomia de mais de 30 horas e pode voar a uma altitude de até 30 mil pés (9.100 m), com os principais objetivos de reconhecimento, vigilância e retransmissão de sinal. O Hermes 900 tem uma envergadura de 15 metros e pesa aproximadamente 970 kg, com a capacidade de transportar até 300 kg de carga. Podendo essa carga ser: Sensores ópticos infravermelhos, Radar de abertura sintética, Radar de alvo em movimento, sistemas de comunicação e inteligência e sensores de radiação ou eletromagnetismo.

## Operadores
- Azerbaijão

A mídia do Azerbaijão informou em agosto de 2017 que o Azerbaijão adquiriu até 15 Hermes 900. Em maio de 2018, o presidente do Azerbaijão visitou uma base militar para inspecionar equipamentos militares, as fotos divulgadas da visita incluíam um Hermes 900.
- Brasil

Em 2014, o sistema Elbit foi o ganhador de um contrato para fornecer o Hermes 900 para a Força Aérea Brasileira.
- Chile

Em de julho de de 2011, Elbit anunciou a primeira exportação do Hermes 900 para as forças aéreas chilenas. Três Drones Hermes 900 são operados pelas forças aéreas Chilenas. E em de outubro de de 2013, a marinha Chilena começou a empregar o Hermes 900 em patrulhas marítimas.
- Colômbia

Em agosto de 2012, Elbit ganhou um contrato multimilionário para fornecer uma versão adaptada do Hermes 900 e do Hermes 450 para o país. Em de julho de de 2013, a força aérea Colombiana confirmou que possui um Hermes 900 previsto para ser entregue em alguns meses.
- Islândia

A Islândia usa o Hermes 900 UAV para monitorar sua zona econômica exclusiva.
- Israel

A força aérea Israelense equipou seus Sistema Elbit Hermes 900 com sistemas não revelados e nomeou o modelo de "Kochav" (Star). O veíuclo participou de sua primeira operação no "Protective Edge" Na faixa de Gaza em de julho de de 2014.
- México

Em Janeiro de 2012, Elbit anunciou que ganhou um contrato de 50 milhões para fornecer dois sistemas Hermes 900 para um país não identificado "Nas américas", logo depois revelou que se tratava da Polícia Federal Mexicana.
- Filipinas

A MaxDefense Philippines e a Israel Defense relataram que, além dos quatro UAVs Hermes 450, a Força Aérea das Filipinas também deve adquirir três UAVs Hermes 900, bem como sistemas de controle de solo, equipamentos de apoio, carga de missão e Sistema Integrado de Logística (ILS), incluindo treinamento, suporte técnico e outros requisitos, como parte do Horizonte 2 de seu programa de modernização, com entrega prevista para 2020.
- Suíça

Em junho de 2014 a Agência de inteligência da Suíça selecionou o Hermes 900 como o que cumpre as necessidades nacionais. O projeto competiu com o [IAI Heron]] para substituir o RUAG Ranger
até então em serviço com as forças armadas da Suíça. Seis Hermes 900 substituirão o 15 Ruag Rangers até 2019. A suíça usará o Hermes com a designação de ADS 15.
- União Europeia

Em setembro de 2018, a empresa portuguesa Centro de Engenharia e Desenvolvimento foi contratada pela Agência Europeia de Segurança Marítima para fornecer serviços de vigilância marítima de longo alcance e longa durabilidade usando o Hermes 900

## Especificações

### Características Gerais
Tripulação: Dois controladores em solo
Capacidade: 350 kg
Comprimento: 8.3 m
Envergadura: 15 m
Peso bruto: 1,100 kg
Motor: 1 × Rotax 914, 86kW (115HP)

### Performance
Velocidade Máxima: 220 km/h
Velocidade de Cruzeiro: 112 km/h
Duração do tempo de voo: 36 horas
Altura máxima de voo: 9,100 m (30,000 ft)